# Бел-Ейр

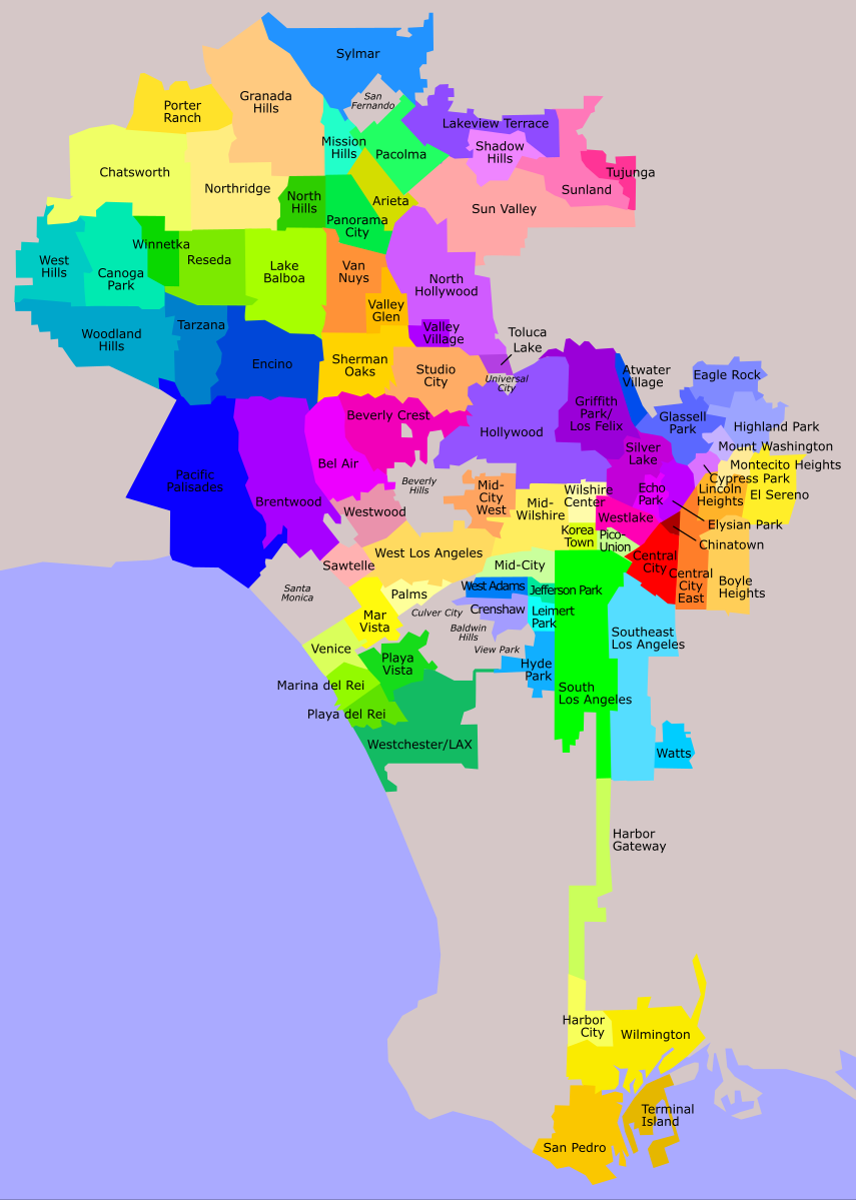
Бел-Ейр серед районів Лос-Анджелесу у центрі позначено бузковою плямою

Бел-Ейр, Бель-Ейр (англ. Bel Air) — міська місцевість на заході Лос-Анджелеса на південних схилах гір Санта-Моніка. Район Бел-Ейр нещільно заселений зрілим, добре освіченим населенням із високими доходами з високим відсотком подружніх.

## Географія
Бел-Ейр разом з Беверлі-Гіллз й Голмбі-Гіллз складають Платиновий трикутник. Разом із Брентвудом і Берверлі-Гіллз складає округу «Три Біс» — багату частину західної частини Лос-Анджелесу.
На заході Бел-Ейр межує з Брентвудом вздовж 405-ї швидкісної дороги, на півночі вздовж проїзду Мулхолланд по верхів'ю гір Санта-Моніка межує з Шерман-Оакс, на сході з Беверлі-Крест, на півдні — з Вествуд й лос-анджелеським містечком Університету Каліфорнії.
До Бел-Ейр відносяться резиденції у ZIP-кодах 90049, 90077 та 90210.
У центрі Бел-Ейр знаходиться Бел-Ейрський сільський клуб (10768 Bellagio Road) й готель Бел-Ейр (701 Stone Canyon Road).
Клімат у Бел-Ейр середземноморський із теплим літом.
Бер-Ейр розділяють на три частини: Східна брама Старий Бел-Ейр, Західна Брама Бел-Ейр й Горішній Бел-Ейр.

### Вулиці
Головні артерії Бел-Ейру: Північний Беверлі-Глен бульвар — (5,68 км) й Західний Сансет бульвар (1,13 км).
Інші вулиці:
- шлях Беллажіо 6,34 км
- шлях Роскомарі 5,74 км
- шлях Стоун-Кеньон 5,45 км
- шлях Страделла 4,89 км
- шлях Чалон 4,30 км
- шлях Бел-Ейр 4,15 км
- Анжело проїзд 4,09 км
- проїзд Линда-Флора 3,70 км
- шлях Касіано 3,01 км
- лінія північна Базил 2,82 км
- проїзд Бенедикт-Каньйон 2,62 км
- шлях Бел-Ейр-Крест 2,59 км
- проїзд Морага 2,41 км
- лінія північна Ріал 1,84 км
- лінія північна Деллвуд 1,38 км
- шлях Шантіллі 1,34 км
- проїзд Сієло 1,3 км
- шлях Сарбонн 1,21 км
- лінія північна Пойнтер 1,21 км
- лінія північна Латімер 1,13 км
- шлях Сомера 1,13 км
- лінія північна Бернардін 1,13 км
- кільце Стратфорд 1,05 км
- проїзд північний Каролвуд 1,0 км
- проїзд Девієс 1,0 км.

## Населення
На 2013 рік тут мешкало 38502 мешканці на площі 23,665 км² з щільністю населення 1627 осіб/км². Бел-Ейр один із найменших за густотою населення район Лос-Анджелеса. Середній дохід на господу у 2016 році склав 173759 доларів США. Середній вік мешканця — 49,6 років. У середній господі мешкає 2,6 особи. Сімейних господ 40,6 %. 62,9 % мешканців знаходяться у шлюбі. 31,3 % сімей мешкають з дітьми. 63 % сімей, де обидва супруги працюють. 5,7 % матерів-одиначок. 1,8 % мешканців Бел-Ейр майже не володіють англійською мовою. 40,2 % мешканців складають уродженців Каліфорнії. 27,0 % — уродженці інших країн. Високий відсоток школярів, що відвідують приватні школи — 71,7 %
До білих відносяться 83 %, азіатів — 8,2 %, латиноамериканців — 4,6 %, афроамериканців — 0,6 %.

## Історія
Бел-Ейр засновано 1923 року забудовником й чемпіоном з тенісу Алфонцо Беллом. Він володів ранчо у Санта-Фе-Спрингс де була знайдена нафта. На нафтові гроші він придбав землю на південному схилі гір Санта-Моніка й розділив їх на великі ділянки. Плануванням Бел-Ейр займався архітектор Марк Деніелс. Белл також побудував пляжний будинок у Санта-Моніці на узбережжі й Бел-Ейрський сільський клуб у центрі Бел-Ейр.
Дружина Белла найменувала вулиці італійськими назвами. Вона також відкрила садовий клуб Бел-Ейр у 1931 році.

## Культура
У Бео-Ейр розташовано Японський сад Ганни Картер, що влаштовано за зразком саду у Кіото.
Бел-Ейр є місцем зйомок численних фільмів. Американський серіал відомий в Україні як «Принц з Беверлі-Гіллз» насправді називається «Новітній принц Бел-Ейр» (англ. The Fresh Prince of Bel-Air). На додачу, Бел-Ейр ніяк не відноситься до Беверлі-Гіллз.
З 2008 року у районі проходить Бел-ейрський кінофестиваль Bel Air Film Festival.
У Бел-Ейр розташований Американський єврейський університет (15600 Mulholland Dr.).

## Маєтки Бел-Ейр
Найбільші маєтки Бел-Ейр:
- Найбільший палац Лос-Анжелесу Château des Fleurs, 620 Stone Canyon Road, 5574-6039 м2, 0,79 га, власник американський підприємець Джеймс Каплан, зведений 2014 року, 5 спалень, 6 ванн, оціночна вартість понад 100 млн доларів (2018)[7][8][9][10];
- 658 Nimes Rd, 3639 м², 0,62 га, зведений 2009 року, 10 спалень, 32 ванн, оціночна вартість 49 млн доларів (2018)[11][12];
- Billionaire, 924 Bel Air Road, 3530 м², 0,44 га, власник забудовник Брюс Маковський, зведений 2017 року, 12 спалень, 21 ванна, оціночна вартість 39 млн доларів (2018)[13][14][15];
- 457 Bel Air Road, 3334 м², 1,62 га, власник ізраїльський підприємець Бенні Алегем, зведений 2006 року, 6 спалень, 10 ванн, оціночна вартість 70 млн доларів (2018)[16];
- Le Belvédère, 630 Nimes Road, 3287 м², 0,89 га, власник палестинський підприємець Мохамед Хадід, зведений 2007 року, 10 спалень, 14 ванн, оціночна вартість 66 млн доларів (2018)[17][18];
- 2727 Benedict Canyon Dr, 2973 м², 5.46 га, зведений 1980 року, 11 спалень, 17ванн, оціночна вартість 40 млн доларів (2018)[19];
- 10979 Chalon Rd, 2880 м², 0,42 га, зведений 2018 року, 12 спалень, 25 ванн, оціночна вартість 35 млн доларів (2018: виставлено на продаж за 90 млн доларів)[20][21];
- 960 Stradella Rd, 2880 м², 0,84 га, зведений 1962 року, 7 спалень, 12 ванн, оціночна вартість 22 млн доларів (2018: виставлено на продаж за 25 млн доларів)[22];
- 454 Cuesta Way, 2787 м², 0,76 га, власники співаки Jay-Z й Бейонсе, зведений 2017 року, 8 спалень, 11 ванн, оціночна вартість 92 млн доларів (2018)[23].

Середня ціна житлового будинку у Бел-Ейр складає 3068 тисяч доларів, квартири — 938 тисяч доларів. 72 % хат опалюються газом й 19 % — електрикою, 2 % — сонячною енергією, 1 % — деревом, 4 % — не опалюються.
У Бел-Ейр 374 житлових будинків з 1 кімнатою, 37 — з 2 кімнатами, 155 — з 3 кімнатами, 781 — з 4 кімнатами, 1190 — з 5 кімнатами, 1891 — з 6 кімнатами, 3454 — з 7 кімнатами, 1730 — з 8 кімнатами, 3937 — з 9 й більше кімнатами.

## Відомі мешканці
Серед поточних й колишніх відомих мешканців Бел-Ейр: Дженіфер Аністон (901 Airole Way), Ворнер Бакстер, Бейонсе, Вілт Чемберлейн, Джон Гілберт, Альфред Гічкок (10957 Bellagio Rd), Джоні Мітчелл, Ілон Маск, Леонард Німой, Кріс Пол, Рональд й Ненсі Рейган (останнє житло Рональда Рейгана у 1989—2004 роках — 668 Saint Cloud Rd), Даррен Стар, Елізабет Тейлор, Ніколас Кейдж (363 Copa De Oro Rd), Майкл Бей (960 Bel Air Rd), Дженніфер Лопез (1492 Stone Canyon Rd), Арнольд Шваценеггер з дружиною Марією Шрайвер переселилися 2002 року з Пасифік-Палісейдс (10989 Chalon Rd).

### Віталій Кличко
За дослідженням програми Радіо «Свобода» «Схеми» київський голова Віталій Кличко володіє маєтком 2055 Stradella Rd з 2005 року. Будинок 2055 Stradella Rd з видами на зелений пояс, каньйон, площею 605 м² має вітальню, залу, фоє, 6 спалень, 7 ванн, гараж на 2 машини, був зведений 2004 року, присадибна ділянка 32,8 сотки, садове джакузі з підігрівом, басейн. Оціночна вартість Зиллов на 2018 рік 5,8 млн доларів.